# Cut Bank
Cut Bank è una città degli Stati Uniti d'America situata in Montana, capoluogo amministrativo della contea di Glacier.

## Curiosità
Nella cittadina è ambientato il film Cut Bank - Crimine chiama crimine.